# Karolina Chapko

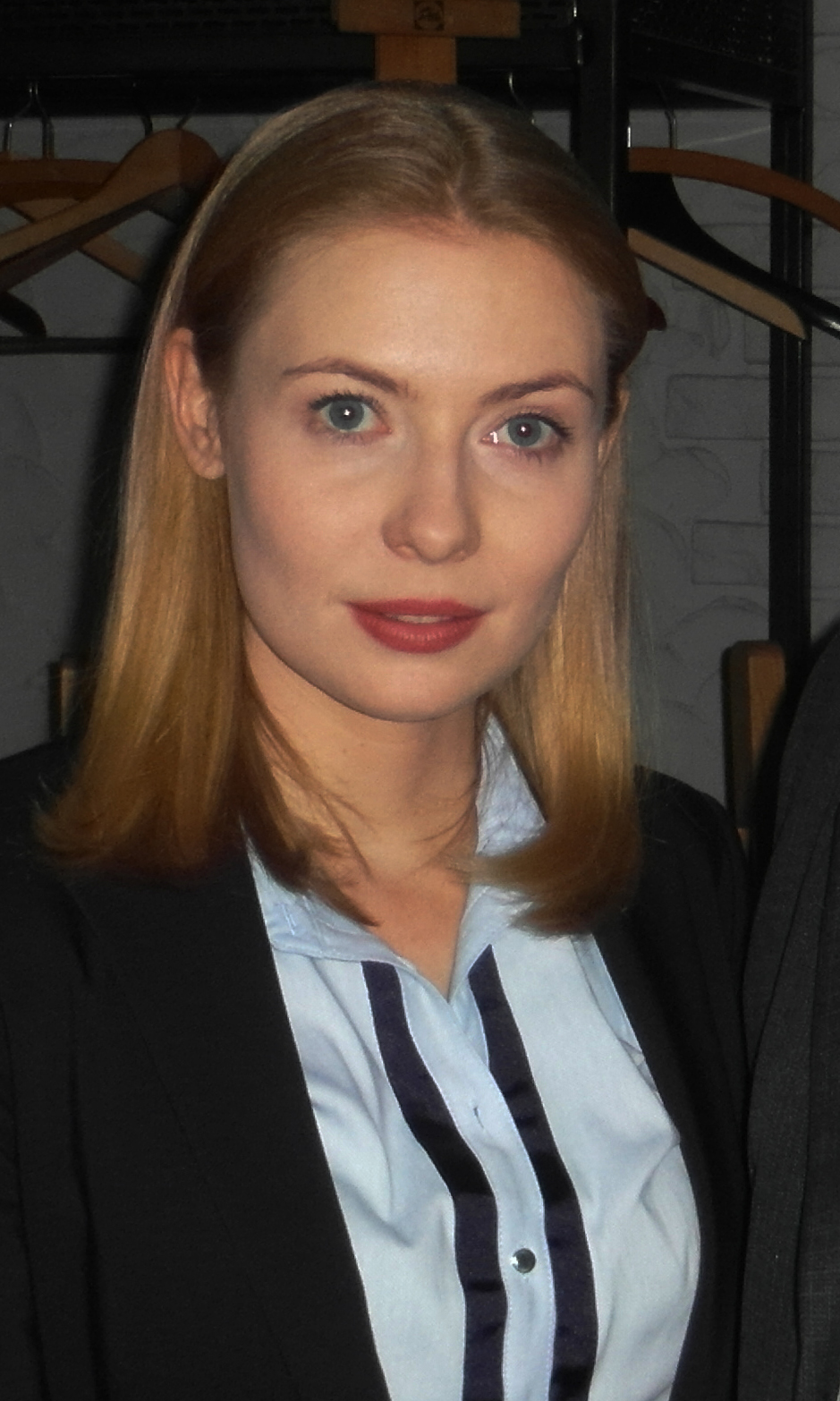
Karolina Chapko (2011)

Karolina Chapko (ur. 15 listopada 1985 w Nowym Sączu) – polska aktorka.

## Życiorys
Ukończyła Państwową Wyższą Szkołę Teatralną im. Ludwika Solskiego w Krakowie. Obecnie związana jest z dwoma krakowskimi teatrami – Bagatela i STU. Popularność zyskała dzięki serialowi 1920. Wojna i miłość, gdzie grała Zofię Olszyńską. Za rolę w filmie Yuma (2012) była nominowana do Złotej Kaczki. Sympatię widzów przyniosła jej rola prostytutki Dominiki w serialu Barwy szczęścia. W 2020 roku grała w serialu Korona królów rolę Elżbiety Piłeckiej, trzeciej żony króla Władysława Jagiełły.
Ma trzy siostry: bliźniaczkę Paulinę oraz Aleksandrę i Alicję (ur. 1995), także bliźniaczki. W 2017 wyszła za Grzegorza Zalasińskiego, zawodnika polo i przedsiębiorcę, z którym ma syna Ignacego (ur. 2018).

## Teatr
- 2008: Szkoła żon

## Filmografia

### Filmy
- 2007: Lekcje pana Kuki − jako bliźniaczka Wiedenka jedząca lody
- 2007: Korowód − jako Agata
- 2012: Yuma − jako Majka
- 2013: Oszukane – jako Natalia
- 2016: Bóg w Krakowie – jako Ola Zarzecka
- 2016: Kobiety bez wstydu – jako Joanna Ordon
- 2023: Opiekun – jako Dominika Kordecka
- 2023: Blef doskonały – jako „Covid'a”
- 2023: Porady na zdrady 2 – jako Asia
- 2024: Dom wybranych – Iza

### Seriale
- 2009: Synowie (odc. 6)
- 2009–2011, 2019–2023: Barwy szczęścia − jako Dominika
- 2010: 1920. Wojna i miłość − jako Zofia Olszyńska
- 2010: Hotel 52 − jako Justyna Pruska (odc. 29)
- 2012–2013: M jak miłość − jako Helena Podleśna, przyrodnia siostra Irka Podleśnego
- 2012: Komisarz Alex − jako Natalia Sobisz (odc. 25)
- 2012: Na krawędzi − jako Karolina, córka Wolańskiego
- 2013: Oszukane – jako Natalia
- 2014: Czas honoru – jako Eliza (odc. 6 i 7)
- 2015–2016: Pierwsza miłość – jako Katarzyna Woźniak
- 2017–2019: Ultraviolet – jako Dorota Polańska
- 2020: Korona królów – jako Elżbieta Granowska, trzecia żona Władysława Jagiełły
- 2023: Ojciec Mateusz- Milena Cosik(385 i 386)
- 2024: Niepewność – jako Karolina Kowalska (odc. 1)